# Aplogompha joevinaria
Aplogompha joevinaria là một loài bướm đêm trong họ Geometridae.